# Шкије
Шкије (алб. Shkije) или Шкје (алб. Shkje) је пејоративни термин из гегијског дијалекта албанског језика који се односи на Србе, док албанска заједница у Грчкој и Италији термин користи за означавање Грка или Латина или једноставно становништво које не говори албански. Арванити у Грчкој користе облик шкла (алб. shkla) који се односи на Грке, док Арбереши у Италији, који знатним дијелом поријекло воде од Арванита, користе ријечи шклан (shklan) и шклеришт (shklerisht) које значе „они које не говоре арберешки” или „они који говоре неразумљив језик”, при томе мислећи на латинске језике. Ријеч је настала од венецијанске ријечи schiavone која исто значи или од термин „Словени” (лат. Sclavus), која традиционално има значење „сусједни странци”.
Термин је широко распрострањен у албанској књижевности, нпр. у „Горској гусли” Ђерђа Фишта. Сами Фрашери такође користи термин у својим радовима. Током Југословенских ратова, албанске новине су за Србе користиле термин Шкја (алб. Shkja).